# Капітанес де Аресібо
Капітанес де Аресібо — пуерториканська професійна баскетбольна команда, що базується в Аресібо і виступає у Вищій Лізі Пуерто-Рико з баскетболу. У 2010 році команда грала в Прем’єр Лізі під назвою Капітанес де Пуерто-Рико. Команда почала виступати у Вищій Лізі Пуерто-Рико  в 1946 році. Свої домашні ігри Капітанес проводить на Колізеї імені Мануеля Петаки Ігуїни.
Команда здобула вісім трофеїв Вищої Ліги (1959, 2005, 2008, 2010, 2011, 2016, 2018 і 2021) і провела загалом 17 матчів у фіналах, зайнявши 9 разів друге місце  (1932, 1946, 1948, 1961, 1966, 1992, 2007, 2012, 2014, 2015, 2017). Капітанес є єдиною командою, яка бере участь у всіх розіграшах Ліги Америки ФІБА. Вона двічі виходила у фінал чотирьох (фінішувала 2-ю у 2010 році та 3-ю у 2013-му). 

## Історія

### Ранні роки
У 1946 році під керівництвом Вільфредо Франко, Тінго Діаса і Піро Мендеса з’явився клуб під назвою Капітанес де Аресібо. Капітани. Команда складалася з молодих спортсменів, переважно з Аресібо, як-от: Мануель Гілберто Ігуіна, Кікон Ігуіна, Абдіель де ла Роса, Альберто Рента, Хоакін Балагер, Армандо Віламіль, і Пайп Бенікес. У тому сезоні команда зайняла друге місце у Вищій Лізі.
19 серпня 1959 року «Капітанес» виграли свій перший баскетбольний чемпіонат, здолавши у фіналі Карденалес де Ріо-Педрас. Тоді Піратес тренував Лу Россінні. Ця команда стала єдиною в історії Вищої Ліги, яка пройшла весь сезон, включаючи плей-оф, без поразок.

### Реструктуризація
Капітани в 2002 році вписали ще одну сторінку в історію свого міста та BSN, коли так звані «діти» порушили прогнози ЗМІ та баскетбольних аналітиків, провівши півфінальну серію до гри 7 з молодими талантами, такими як Джованні Хіменес, Рік Аподака, Бастер Фігероа, Пачі Круз і Девід Кортес. У складі тієї команди також були ветерани: Фелікс Хав'єр Перес, Хав'єр Ролон і Оскар К'ярамелло.
У 2005 році генеральний менеджер Регіно Бабілонія найняв Карлоса Марію Ріверу на посаду головного тренера, і «Капітани» знову виграли Вищу Лігу, здолавши у фіналі Вакерос де Баямон (4-0).

### Прем'єр-ліга (2010)
Прем’єр Ліга розпочала свій третій сезон у 2010 році з дев’ятьма командами. Капітани були однією з трьох команд розширення. Для гри у чемпіонаті Капітани взяли назву Пуерто-Рико, а не рідне місто.

### Виключення з Прем’єр Ліги
У березні 2010 року Прем’єр Ліга оголосила, що була змушена виключити Капітанес через нібито недотримання її правил і вказівок. Серед зазначених порушень були неявка на виїзні ігри та несплата заборгованості перед лігою. На даний момент команда займала друге місце та встигла забезпечити собі місце в плей-офф.
Капітани у відповідь найняли одного з провідних адвокатів Пуерто-Рико, Лі Сепульвадо з юридичної фірми Sepulvado & Maldonado. Адвокати команди подали скаргу до федерального суду Пуерто-Рико, щоб вимагати тимчасового запобіжного заходу та попередньої заборони. Прем’єр Ліга найняла O'Neill & Borges, одну з провідних юридичних фірм Пуерто-Рико, і була представлена адвокатом Сальвадором Антонетті Статтсом, який навчався в Гарвардській юридичній школі та був колишнім генеральним адвокатом Співдружності Пуерто-Рико.
Після того, як адвокати провели усні суперечки перед федеральним суддею Хуаном Пересом Гіменесом, суд виніс тимчасовий заборонний ордер проти ліги, який доручив лізі негайно відновити Капітанес і дозволити їм брати участь у плей-офф 2010 року. Невдовзі після цього PBL Прем’єр Ліга погодилася на видачу наказу про офіційне відновлення команди.
Ця справа отримала широке висвітлення в ЗМІ, і Прем’єр Ліга була змушена визнати свою провину, скасувавши виключення команди. Капітани рішуче заперечували звинувачення і весь час наполягали, що їх єдиною метою була перемога на баскетбольному майданчику, а не в суді.